# Werner I (conde de Habsburgo)

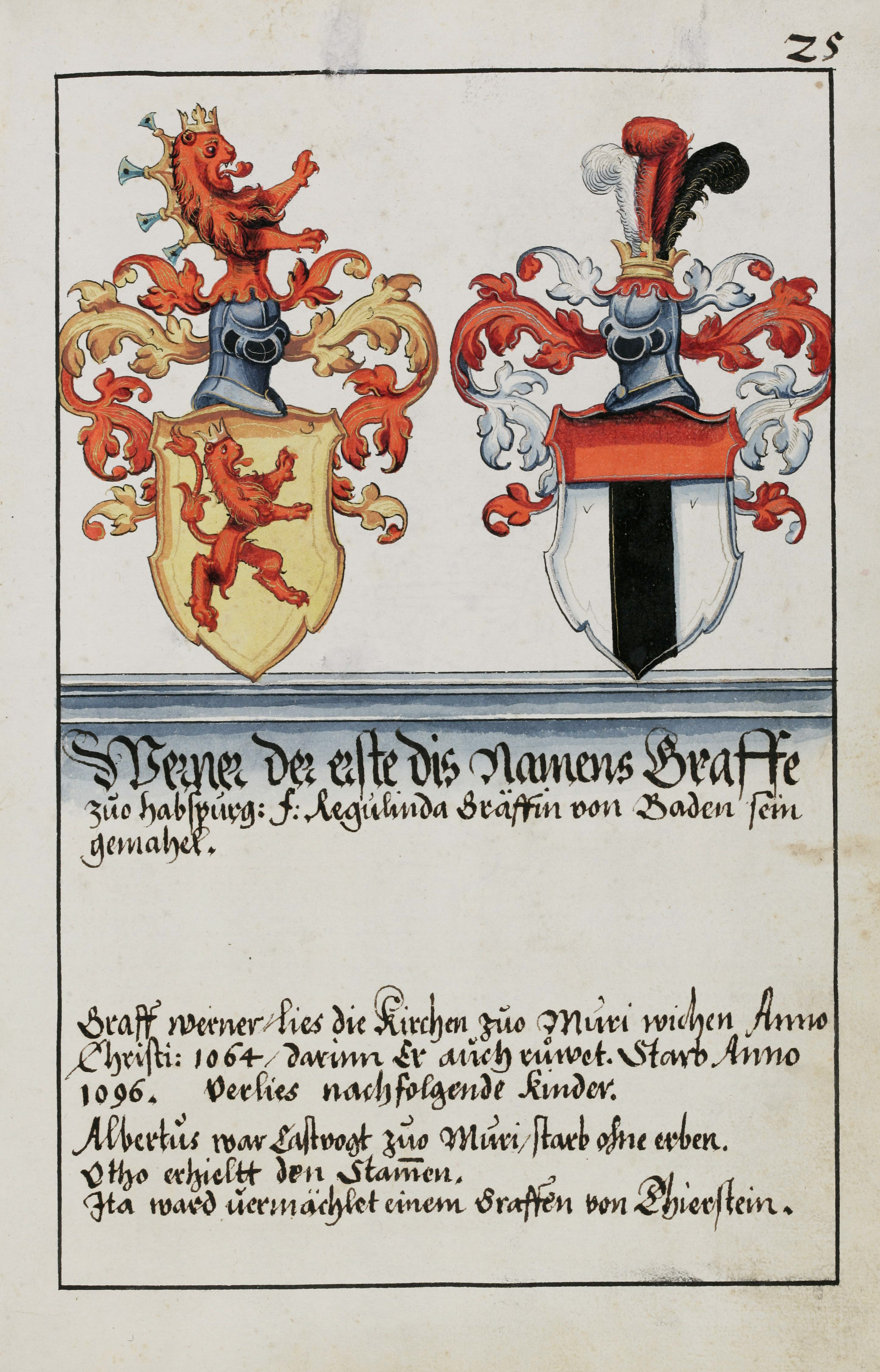
Escudos de Werner y su esposa Regulinda, en una publicación del siglo XVII

 Werner I (1030 - 1096), a veces llamado Werner el Piadoso, fue un noble germánico que ejerció cargos en la Alta Alsacia y en la actual Suiza, incluyendo el castillo de Habsburgo, que había mandado a construir su padre Radbot de Habsburgo. Fue uno de los ancestros de la Casa de Habsburgo, pero nunca usó el apellido «de Habsburgo».
Su madre, Ida de Lorena, era nieta de Hugo el Grande, conde de París y predecesor de la dinastía real francesa, y también nieta de Enrique I el Pajarero, primer rey de la dinastía sajona, que había restaurado el Sacro Imperio Romano Germánico; de ella heredó varias posesiones en Alsacia.
Su largo mandato de más de cuarenta años se caracterizó por la consolidación de la influencia de su familia en la actual Suiza: renunció a regir la abadía de Muri fundada por sus antepasados, pero con sus tierras formó un dominio judicial, asumiendo el cargo de Vogt de Muri, que daría gran influencia a sus sucesores; también organizó el Monasterio de St. Blasien, cerca del extremo sudoeste de la actual Alemania, transformando sus ermitaños en monjes.
Apoyó la política de Rodolfo de Rheinfelden, duque de Suabia, que pretendió hacerse coronar Emperador; pese al fracaso de éste, alcanzó mayor influencia en el Imperio.
Falleció en 1096 dejando dos hijos: el mayor era Alberto, que quizá alcanzó a ejercer como conde de Sundgau y Vogt de Muri con el nombre de Alberto I, pero que parece haber fallecido el mismo año. El segundo era Otón II, que gobernaría las posesiones familiares durante 15 años y sería el primero en llamarse a sí mismo «conde de Habsburgo». Tuvo también una hija, Richenza, que se casaría con el conde de Lenzburg.